# Kalispel

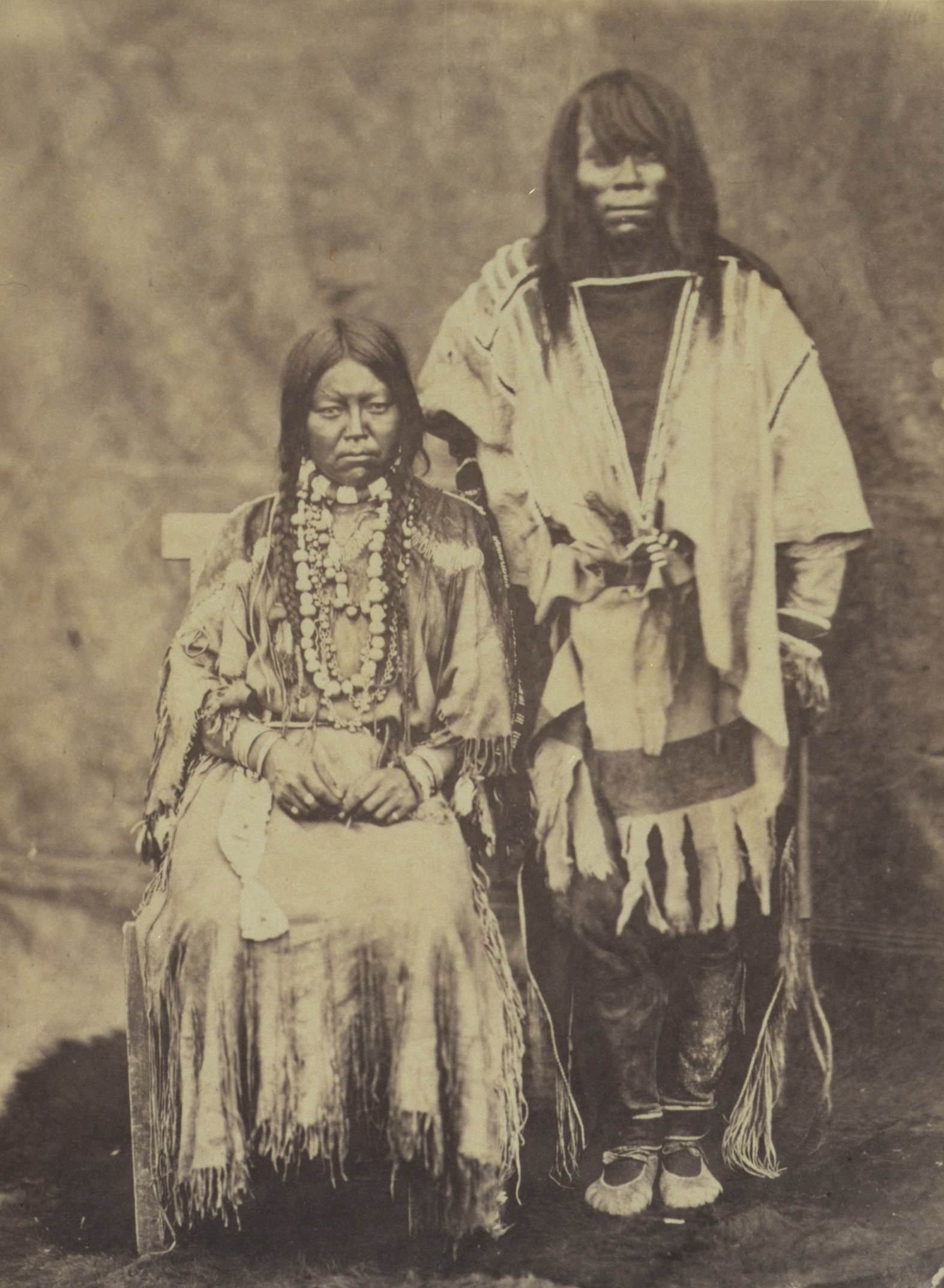
Dos personas de la tribu Kalispel

Los kalispel son una tribu india de lengua salish, a veces también conocidos como pend oreille, aunque se considera que los pend oreille o slka-tkml-schi son una tribu independiente. Vivían en las orillas del lago Kalispel, al norte de Idaho y noreste de Washington. En 1887 firmaron el Tratado de Sandpoint y se repartieron entre las reservas indias de Flathead, Kalispel y Coeur d'Alene.
Según Dart eran 520 en 1851 (480 según McVicar). La Expedición de Lewis y Clark lo dividió en altos, bajos y micksucksealton, y en 1805 los estimaron en 1600 individuos en 30 cabañas. En 1905 había 197 kalispel y 604 pend oreille dentro de la Agencia Flathead. Según el censo de 2000 eran 380 individuos. Viven en la reserva Flathead, muy mezclados con otros salish y kootenai, e incluso con los pies negros e iroqueses que acompañaron a los exploradores franceses.